# Rhipidoglossum paucifolium
Rhipidoglossum paucifolium é uma espécie de orquídea, família Orchidaceae, que existe na Libéria. Trata-se de planta epífita, monopodial com caule que mede menos de doze centímetros de comprimento; cujas pequenas flores tem um igualmente pequeno nectário sob o labelo.

## Publicação e sinônimos
- Rhipidoglossum paucifolium D.Johanss., Bot. Not. 127: 149 (1974).

Sinônimos homotípicos:
- Diaphananthe paucifolia (D.Johanss.) R.Rice, Prelim. Checklist & Survey Subtrib. Aerangidinae (Orchidac.): 30 (2005).